# 马利耶

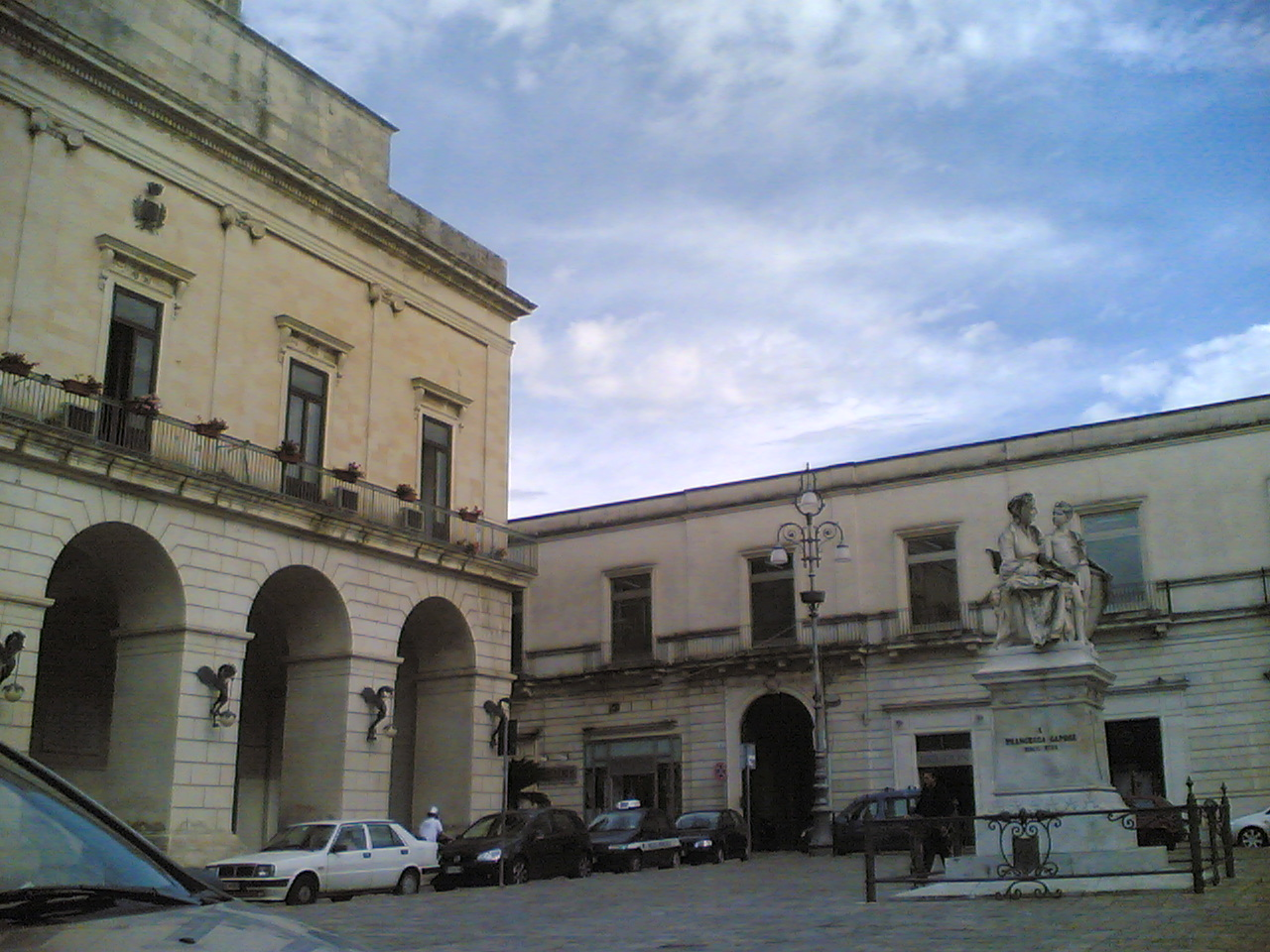
广场及建筑

马利耶（義大利語：Maglie）是意大利普利亚大区萊切省的市镇。面积为22.66平方公里，人口数量为14,196人（2018年）。

## 知名人物
- 阿尔多·莫罗：从政人物